# Controparola
Controparola, auch Gruppo Controparola ist der Zusammenschluss von italienischen Journalistinnen und Schriftstellerinnen, die es sich zur Aufgabe gemacht haben, das Bild von Frauen, das in den Massenmedien verbreitet wird, zu analysieren und Manipulationen aufzudecken. Darüber hinaus beschäftigen sich die Medienschaffenden mit der italienischen Geschichte und der Rolle, die Frauen darin gespielt haben.

## Geschichte
Aus intensiven Diskussionen über das Frauenbild in der Gesellschaft, der Politik und den Medien entstand 1992 auf Initiative von Dacia Maraini die Gruppe Controparola (deutsch: Widerrede).

### Politische Aktionen
Auf Basis ihrer Analysen veranstaltete die Gruppe Pressekonferenzen und Demonstrationen, bei denen sie auf die frauenfeindlichen Maßnahmen des Regimes in Afghanistan, die Vergewaltigungen von Frauen in Bosnien, die Warnung des Papstes vor Abtreibung nach einer Vergewaltigung aufmerksam machte. Nachdem Papst Johannes Paul II. 2013 die Frauen in Bosnien/Herzegowina dazu ermahnen ließ, nach den Massen-Vergewaltigungen durch Serben auf keinen Fall abzutreiben, sondern ein entstehendes Kind auszutragen und so den „Akt der Gewalt in einen Akt der Liebe zu verwandeln“, riefen die Controparola-Frauen die Italiener dazu auf, die Mandatssteuer Otto per mille nicht der römisch-katholischen Kirche zukommen zu lassen. Die Gruppe wandte sich auch in einem offenen Brief an Freier und machte sie darauf aufmerksam, dass sie mit ihrem Verhalten die Sklaverei der Prostitution unterstützen. Auch bei den Parlamentswahlen 2022 mischte sich Controparola ein und rief zur Einigkeit der demokratischen Kräfte auf.

### Netzwerk
Die Organisation funktioniert auch als Frauen-Netzwerk in der Medienbranche. Die bekannten Mitstreiterinnen, allen voran Dacia Maraini bieten individuelle Unterstützung an für das berufliche Fortkommen in einer immer noch männerdominierten Branche. Auch in brenzligen Situationen wie der Verhaftung der Journalistin Giuliana Sgrena im Irak versuchen die Gruppenmitglieder zu helfen.

### Bücher
Neben den direkten Interventionen machte es sich die Gruppe zu ihrer Aufgabe, Bücher zu zentralen Themen der Zeitgeschichte zu erstellen. Darin arbeiteten sie anhand von Biografien die Rolle von Frauen heraus, die einen wichtigen gesellschaftlichen Beitrag geleistet hatten und die sonst vergessen worden wären.
Das erste Buch Piccole italiane beschäftigt sich mit dem Leben der Frauen während des Faschismus. Das zweite Buch Il Novecento delle italiane ist ein Geschichtsbuch des 20. Jahrhunderts. Pro Jahr werden darin jeweils auf den linken Seiten Geschichtsdaten dargestellt. Auf den rechten Seiten mit dem Seitentitel Intanto le donne (Derweil die Frauen...) wird die jeweilige Situation der Frauen dargestellt, wichtige Themen beleuchtet und einzelne Protagonistinnen beschrieben. So werden etwa 1917 unter den Journalistinnen die Kriegsberichterstatterin Barbara Allason und die Avanti-Redakteurinnen Pia Carena und Angelica Balabanova erwähnt. Während in Novecento delle italiane nicht explizit dokumentiert wird, wer welchen Textbeitrag geleistet hat, widmen sich die Autorinnen in den folgenden Bänden den Biografien von Frauen der jeweiligen Epoche in eigenen Artikeln und firmieren mit ihren Namen.

## Mitstreiterinnen
Derzeit gibt es keine Website von Controparola, auch keine Mitgliederlisten. Die Frauen kennen sich, tauschen sich aus, unterstützen sich und schmieden Projekte. Im Folgenden sind vor allem Frauen gelistet, die als Autorinnen aus den gemeinsamen Buchprojekten zu ermitteln sind. Sie werden in alphabetischer Reihenfolge nach dem Nachnamen aufgelistet. Sie waren zu unterschiedlichen Zeiten aktiv.
- Marina Addis Saba
- Marta Boneschi
- Paola Cioni
- Maria Rosa Cutrufelli
- Eliana Di Caro
- Elena Doni[4]
- Paola Gaglianone
- Claudia Galimberti[6]
- Elena Gianini Belotti
- Maria Grosso
- Rossella Lama
- Dina Lauricella
- Lia Levi
- Laura Lilli
- Dacia Maraini
- Cristiana Palazzoni
- Maria Serena Palieri
- Valeria Papitto
- Carla Ravaioli
- Loredana Rotondo
- Marina Saba
- Linda Laura Sabbadini
- Francesca Sancin
- Cristiana di San Marzano
- Mirella Serri
- Giuliana Sgrena
- Federica Tagliaventi
- Simona Tagliaventi
- Gabriella Turnaturi
- Chiara Valentini

## Veröffentlichungen
- Maria Rosa Cutrufelli et al.: Piccole italiane. Un raggiro durato vent’anni. Anabasi, Mailand 1994, ISBN 88-417-7029-5 (italienisch).
- Maria Rosa  et al.: Il Novecento delle italiane. Una storia ancora da raccontare. Editori riuniti, Rom 2002, ISBN 88-359-4919-X (Erstausgabe:  2001).[7]
- Marina Addis Saba et al.: Amorosi assassini. Storie di violenze sulle donne. Laterza, Rom 2008, ISBN 978-88-420-8514-0.
- Elena  et al.: Donne del Risorgimento. Il Mulino, Bologna 2012, ISBN 978-88-15-23875-7 (italienisch, Erstausgabe:  2011).
- Marta Boneschi et al.: Donne nella Grande Guerra. Il Mulino, Bologna 2014, ISBN 978-88-15-25162-6 (italienisch).
- Paola Cioni et al.: Donne della Repubblica. Il Mulino, Bologna 2017, ISBN 978-88-15-27324-6 (italienisch).
- Paola Cioni et al.: Donne nel Sessantotto. Il Mulino, Bologna 2018, ISBN 978-88-15-27824-1 (italienisch).[8][9]
- Paola Cioni et al.: Donne al futuro. Il Mulino, Bologna 2021, ISBN 978-88-15-29121-9 (italienisch, Erstausgabe:  2020).[10][11][12]